# Torockószentgyörgyi vár
A torockószentgyörgyi vár műemlék Romániában, Fehér megyében. A romániai műemlékek jegyzékében az AB-II-m-A-00208 sorszámon szerepel.